# ألان درني
ألان درني (بالإنجليزية: Alan Dorney)‏ هو لاعب كرة قدم بريطاني في مركز الدفاع، ولد في 18 مايو 1947 في برموندزي ‏ في المملكة المتحدة. لعب مع نادي ميلوول.